# Farruquito
Juan Manuel Fernández Montoya (Sevilla, 15 de agosto de 1982), más conocido como Farruquito, es un bailaor español.

## Vida artística
Es hijo del cantaor Juan Fernández Flores «el Moreno» y la bailaora Rosario Montoya Manzano «la Farruca», ambos de etnia gitana. Heredero de una escuela única fundada por Farruco, su abuelo, ha pasado toda su vida inmerso en el arte flamenco más puro. Debutó en la escena internacional a los cuatro años en Broadway con el espectáculo Flamenco Puro, compartiendo cartel con las figuras más legendarias del flamenco, entre ellas, su familia.
Con ocho años presentó su primera temporada en la Sala Zambra de Madrid. A los once, interviene en el videoclip Camarón nuestro, y al año siguiente en la película Flamenco de Carlos Saura, frente a frente con el patriarca de la saga, El Farruco. Ese mismo año junto a su familia en Bodas de Gloria participó en la concepción artística y coreográfica del espectáculo.
En 1992, participó en el Acto de Inauguración de los Juegos Paralímpicos de Barcelona, y con su abuelo en el Pabellón de Andalucía de la Exposición Universal de Sevilla (1992) con el espectáculo Presente, Pasado y Futuro. El fallecimiento de Farruco en 1997 supone el relevo: a los quince años, Farruquito asume la responsabilidad de perpetuar la estirpe.
Con quince años de edad crea su primer espectáculo, Raíces Flamencas, donde se distingue a un bailaor de una nueva dimensión que acopla toda su tradición a una concepción artística personal prodigiosa. Desde su debut en el Royal Festival Hall de Londres esta muestra del flamenco más puro y racial se ha presentado con gran éxito en el Teatro de la Villa y Conde Duque en Madrid, en el Teatro Poliorama de Barcelona y en giras internacionales en Francia y Japón.
En 2001, presenta La Len Varo en el I Festival Flamenco de Estados Unidos. Tras sus actuaciones en Nueva York y Boston, el New York Times le consideró "el mejor artista que pisó la gran manzana en 2001". Al año siguiente Farruquito triunfa en su ciudad natal, Sevilla, con una temporada en el Teatro Central. El mismo año actúa en la Gala de los Premios Max. 
En 2003, durante los meses de enero y febrero cosechó un éxito sin precedentes en la III edición del Festival Flamenco de Estados Unidos junto a su hermano Farruco. Cabeza de cartel del espectáculo Por Derecho, realizó una gira por once ciudades norteamericanas donde la crítica se rindió ante su arte y personalidad. Igualmente su participación en el Festival Flamenco de Madrid en el Teatro Albéniz o el de Jerez en el Teatro Villamarta le supuso un éxito rotundo de crítica y público.
En 2003, Farruquito no pasó inadvertido a los ojos del fotógrafo Richard Avedon, del diseñador Antonio Miró, de la revista americana People que lo eligió como una de las personas más bellas del mundo o de la Academia de la Música que lo premió por su letra Dulce canela del disco María de Niña Pastori y por el sonido de sus pies en el disco homenaje a Jeros. El bailaor también ha estado al frente de la academia situada en Sevilla, que difunde los preceptos de la escuela Farruco.
Durante el mes de noviembre estrenó con gran éxito en el Teatro de la Maestranza de Sevilla su último espectáculo Alma Vieja. El éxito se repitió en el Teatro Albéniz de Madrid, donde durante cinco días se agotaron todas las localidades. 
En 2004, Farruquito se retiró de las tablas debido  a los hechos posteriores al atropello mortal de Benjamín Olalla Lebrón.
El 24 de julio de 2008, retornó a los escenarios tras la obtención del tercer grado penitenciario con el espectáculo Puro ante 2000 personas en Palma de Mallorca.
El 16 de julio de 2016, realizó un recital en la Plaza de la Catedral de Almería junto a la guitarra del Niño Josele y la voz de Arcángel.
En Japón se le ha prohibido la entrada de por vida, por el caso Farruquito.
En agosto de 2020, regresó a Pamplona con "Íntimo", dentro de la edición de Flamenco On Fire. Un trabajo, que realiza con Remedios Amaya, en el que conjuga las raíces del flamenco con una propuesta musical más contemporánea, y que nace de las reflexiones del artista tras más de treinta años en los escenarios. Anteriormente, había estado en la capital foral en 2015 con "Improvisao".

## Caso Farruquito
En 2005, fue condenado por el juzgado de lo penal número 8 de Sevilla por homicidio imprudente y omisión del deber de socorro, por hechos ocurridos en dicha ciudad el 30 de septiembre de 2003. Según la sentencia, Farruquito, que conducía sin permiso de conducción y careciendo el vehículo de seguro obligatorio, se saltó un semáforo en rojo circulando a unos ochenta kilómetros por hora en una calle limitada a 40 km/h, adelantando por el carril contrario a los vehículos que se hallaban parados en el semáforo. Atropelló a un peatón que cruzaba correctamente un paso de peatones y se dio a la fuga a continuación. El peatón, Benjamín Olalla Lebrón, falleció seis horas después. 
En un primer momento Farruquito llevó a reparar el BMW que conducía desde Sevilla a un taller de Málaga, a más de doscientos kilómetros de distancia. Posteriormente, al localizarse en la investigación el coche homicida, Farruquito alegó que había sido su hermano pequeño quien conducía el turismo y que probablemente habría chocado con unos cubos de basura, buscando con ello aprovecharse de la Ley del Menor, pensando que sería más beneficiosa para su hermano. Solo cuando la policía lo incriminó gracias a unas escuchas telefónicas, Farruquito confesó que él había sido el conductor la noche en que se produjeron los hechos. Según varios periodistas que lo habían entrevistado años atrás, Farruquito conducía vehículos ya desde muy pequeño sin poseer permiso de conducir [cita requerida]. 
Gracias a esta confesión, realizada tras haberse hecho públicas las escuchas telefónicas y seis meses después del atropello, Farruquito se libraría inicialmente de la cárcel. Los abogados lograron que se anularan las escuchas como prueba y esto hizo que las declaraciones de Farruquito pudieran ser tomadas en cuenta como atenuante pese a que se habían producido cuando la opinión pública ya conocía los hechos. Este "arrepentimiento espontáneo" hizo que el juez no aplicase la máxima pena a Farruquito por los delitos ocurridos. De este modo, y como no tenía antecedentes penales y la pena fue menor de dos años de cárcel, se suspendió la ejecución de la pena. Fue absuelto de la acusación de simulación de delito pero recibió una pena de 8 meses de prisión por la denegación de auxilio a Benjamín Olalla Lebrón, y otros ocho por homicidio cometido por imprudencia grave al circular a gran velocidad y sin respetar pasos de cebra ni semáforos.[cita requerida]
Esta sentencia inicial fue revisada por la Audiencia Provincial de Sevilla, la cual dictó una nueva el 5 de septiembre de 2006, condenándole a dos años de cárcel por homicidio imprudente en concurso con un delito contra la seguridad en el tráfico, y a un año más por omisión del deber de socorro, así como una pena de multa por inductor de un delito de simulación de delito. Además, la condena incluyó el pago de 102.500 euros de indemnización para la viuda del peatón y de 16.550 euros para los padres del fallecido.
El 16 de enero de 2007, Farruquito ingresó a las 17:17 horas en el centro penitenciario de Sevilla II para el cumplimiento de la condena. 
La juez de Sevilla que dictaminó sobre el atropello mortal dictó el 30 de octubre de 2006 un auto en el que rechazó sustituir los tres años de cárcel por multa o trabajos comunitarios, ya que el procesado cometió un delito "grave" y "quebró las elementales normas de solidaridad humana" al darse a la fuga.
El 12 de enero de 2010, concluyó la condena de prisión de Farruquito. Según medios periodísticos, que citan "fuentes judiciales", Farruquito fue un "preso ejemplar", por lo que se pudo acoger a todos los beneficios penitenciarios a los que pudiera tener derecho. Estuvo calificado en tercer grado, lo que supone acudir a prisión únicamente a dormir, desde marzo de 2008 y disfrutó de libertad condicional desde enero de 2009, pudiendo retirársele la pulsera de vigilancia telemática que estaba obligado a llevar. En total, Farruquito pasó catorce meses en prisión de su pena total de tres años.[cita requerida]